# 태초력
태초력(太初曆)은 중국의 역법이다.
한나라에서는 본디 진나라에서 사용한 전욱력(顓頊曆)을 그대로 썼으나, 오차가 누적되자 전욱력을 대체하기 위해 만들어졌다. 이 역법은 처음에 등평(鄧平)이 만들고, 후에 BC 1세기경 유흠에 의해서 보수된 것이다. 유흠의 삼통력은 적년(積年)의 법, 즉 일월 5성이 기준 위치에 왔을 때를 역(曆)의 근본적 기점(起點)으로 하는 법을 창시했다. 또 일식의 주기(周期)를 135개월로 하여 일식의 예보를 했고, 5성의 운동을 처음으로 역법에 취했으며, 더욱이 정확한 회합주기(수성 115.9일, 금성 584.13일 등)를 사용하였으며, 또 중기(中氣) 없는 달을 윤달로 하는 치윤(置閏)의 대원칙을 창시한 것 등이 역법의 역사에서 높이 평가되고 있다. 삼통력의 태양년(太陽年)은 {\displaystyle 365{\tfrac {385}{1539}}}일 (365.25016일)이고, 태음월(太陰月)은 {\displaystyle 29{\tfrac {43}{81}}}일 (29.530864일)이다.